# Strandbaden (badplats)
Strandbaden, eller Årsunda strandbad, är en badplats i Årsunda. Det är den största badplatsen i Storsjön och erbjuder både bad och camping med en långgrund sandstrand. Strandbaden används ofta som utgångspunkt för isjaktstävlingar på Storsjöns isar vintertid. Flera EM och SM har seglats på Storsjön. Strandbaden kallas i marknadsföringssyfte för Gästriklands riviera.
Här finns även turistinformation, glasskiosk och restaurang i anslutning till campingen.